# Eilabun
Eilabun (arabisk: عيلبون, Ailabun, hebraisk: עַילַבּוּן, עֵילַבּוּן) er en arabisk landsby beliggende i det nordlige Israel i Beit Netofa Dalen, vest for Genesaret Sø. Den har et indbyggertal på 5.812 (2021), alt overvejende kristne maronitter. Den er kendt for Eilabun-tunnellen, den 850 meter lange tunnel, som løber under byen og forbinder Jordan-kanalen med Beit Netofa-kanalen i Israels nationale vandtransportsystem, som sender vand fra Genesaret sø og langt ned i Negev-ørkenen.

## Eilabun-massakren
Israels Golani-brigades 12. bataljon erobrede Eilabun den 30. oktober 1948 under den arabisk-israelske krig fra Den arabiske befrielseshær. Efter at byen havde overgivet sig – noget som blev forhandlet på plads af fire præster – udvalgte den øverstbefalende for Golani-styrken 12 unge mænd og beordrede dem henrettet, i hvad som senere blev kendt som Eilabun-massakren. Landsbyen blev derpå plyndret. De fleste af byens indbyggere blev ført op til den libanesiske grænse, mens hundreder flygtede til kløfter, grotter og landsbyer i nærheden. Som del af aftalen mellem Ærkebiskop Hakim og lederen af "den arabiske sektion" i det israelske udenrigsministerium fik de eksilerede Eilabun-boere lov til at vende tilbage i sommeren 1949.

## Folk fra Eilabun
- Hana Sweid
- Hisham Zreiq